# Burtnieki
Burtnieki – osada w Łotwie, w novadsie Valmiera, położona na południowym brzegu jeziora burtnieckiego. Centrum pagastsu. W osadzie znajduje się Szkoła Średnia im. Auseklisa, przedszkole, dom kultury, pensjonat, przychodnia i apteka.
Pierwsza wzmianka o Burtniekach w Kronice Henryka Łotysza pochodzi z 1208 roku. Teren gminy do XIII wieku był ziemią graniczną latgalskiej Tālavy z estońską krainą Sakala. Po śmierci – władcy Tālavy – Tālivaldisa w 1215 roku, zarządzana przez jego syna Ramēķisa. Po podziale Tālavy w  roku 1224, władztwo Ramēķisa po jezioro burtnieckie (w dokumentach – Astyerwe) otrzymał zakon kawalerów mieczowych, a mistrz krajowy inflanckiej gałęzi zakonu krzyżackiego Willekin von Endorp około 1284 roku na klifach jeziora wzniósł murowany zamek, który w 1357 został wspomniany pod nazwą Burtneck, w roku 1366 – castrum Burtenik alias Astigerwe, w roku 1434 – Burtenigh. Przez długi czas zamek był przedmiotem sporu pomiędzy arcybiskupem Rygi, a Zakonem.
Podczas wojen inflanckich, w roku 1577, zamek zajęty został przez wojska rosyjskie. W 1582 włączone w skład Księstwa Inflanckiego i oddane w posiadanie biskupa Kieśu. Obecna osada weszła w skład Inflantów szwedzkich, gdy król szwedzki w 1622 przekazał dwór burtniecki kanclerzowi Axelowi Oxenstiernie.
Po wielkiej wojnie północnej, w roku 1736, dwór otrzymał hrabia Leevenhold, a w 1744 generał Rumiancew. W 1816 dwór został zakupiony przez kupca T. Šrēdersa. W połowie XIX wieku zburzono ruiny wieży zamkowej i przeprowadzono całkowitą przebudowę. Ówczesny właściciel – baron J.F. von Schroder – stworzył również w pobliżu park (obecnie znany jako park burtniecki) z około 70 gatunkami drzew i krzewów.
Luterański zbór, znajdujący się w miejscowości, leży na wschodnim brzegu jeziora burtnieckiego. Pierwsza świątynia powstała tam w 1234 jako drewniany kościół katolicki. Budowla spłonęła jednak i została zastąpiona przez kamienny kościół w latach 1283-1287, który uległ zniszczeniu w czasie wojny polsko-rosyjskiej. Obecny kościół zbudowano w 1688. Nieopodal znajduje się zespół budynków przykościelnych, odremontowany w 1992 roku. Nieruchomość uznano za chroniony pomnik architektury.
Burtnieki posiadają także hodowlę koni, założoną w 1941 roku. Jedna z pochodzących stamtąd klaczy – Rusty i jeździec Ulla Salzgeber, przedstawicielka Niemiec, wygrali brązowy medal w jeżdżeniu indywidualnym i złoty medal w jeżdżeniu grupowym na Igrzyskach Olimpijskich w 2000. Po Olimpiadzie, Rusty i Ulla Salzgeber wygrali dwa Mistrzostwa Europy (w 2001 i 2003) oraz Puchar Świata.
Były pub Briedes (zbudowany w 1840) mieści obecnie muzeum rolnictwa i hodowli koni, które było jednym z miejsc odbywających się w 2001 roku Europejskich Dni Dziedzictwa.
Istniejąca we wsi Szkoła Średnia im. Auseklisa powstała w roku 1685 i była jedną z pierwszych piętnastu szkół wiejskich na Łotwie.